# Andrii Zahorodniuk
Andrii Pavlovych Zahorodniuk (em ucraniano:  Андрій Павлович Загороднюк, Kiev, 5 de dezembro de 1976) é um empresário e político ucraniano. Ele foi Ministro de Defesa da Ucrânia de 29 de agosto de 2019 a 4 de março de 2020.

## Biografia
Zahorodniuk estudou Direito na Universidade Nacional Taras Shevchenko de Kiev. Ele também se formou na Universidade de Warwick e na Universidade de Oxford. Zahorodniuk é o CEO da Discovery Drilling Equipment.
De 2015 a 2017, Zahorodniuk chefiou o Escritório do Projeto de Reforma no Ministério da Defesa da Ucrânia. Em 2018 foi membro do Gabinete de Projetos de Reforma do Ministério da Defesa. Zahorodniuk tornou-se conselheiro do presidente da Ucrânia Volodymyr Zelensky depois que Zelensky foi eleito presidente nas eleições presidenciais ucranianas de 2019.
Em 9 de julho de 2019, o presidente Zelensky nomeou Zahorodniuk para atuar como membro do conselho de supervisão da Ukroboronprom. Em 29 de agosto de 2019, Zahorodniuk foi nomeado Ministro da Defesa do Governo de Honcharuk. Em 4 de março de 2020, ele foi sucedido por Andrii Taran.
Em julho de 2020, a Comissão Eleitoral Central da Ucrânia reconheceu a esposa de Zahorodniuk, Alina Sviderska como uma nova Deputada do Povo da Ucrânia para Voz, depois que o mandato de Svyatoslav Vakarchuk foi encerrado prematuramente. mas ela se recusou a assumir essa posição, então Vakarchuk no Parlamento foi substituído por Andriy Sharaskin.